# Israel Castro
Israel Castro Macías (nascut el 20 de desembre de 1980 en la Ciutat de Mèxic), és un futbolista mexicà que juga en la posició de Defensa i centrecampista.
Ha jugat als clubs Pumas de la UNAM, Cruz Azul, Guadalajara i CD Toledo, a més de la selecció mexicana.